# Marshall MG Series
Marshall MG Series — это серия гитарных комбо-усилителей от Marshall Amplification.
Всего в серии 13 усилителей: MG10CD, MG15CD, MG15CDR, MG15DFX, MG30DFX, MG50DFX, MG100DFX, MG100HDFX, MG250DFX, MB25MK.II, Microstack, Zakk Microstack и Kerry King MG10KK.

## Обзор

### MG10CD
10-ваттный MG10CD имеет динамик диаметром 6 дюймов, собственную технологию Marshall Amplification FDD, точно воспроизводящую процесс взаимодействия лампового усилителя с динамиком, У MG10CD есть два канала — для чистого звука (Clean) и для перегруженного (Overdrive). Для каждого канала есть своя ручка громкости, а у канала для перегруженного звука — ещё и ручка Gain. Каналы переключаются соответствующей кнопкой. Помимо, собственно, входа для гитары (Input), усилитель обладает входом CD IN, позволяющим дополнительно прослушивать какой-либо источник звука. Этот же вход может работать и как линейный выход (EMULATED LINE OUT). Также есть отдельный выход для подключения наушников (EMULATED HEADPHONES), при использовании которого встроенный динамик усилителя отключается — это хороший способ попрактиковаться в игре на гитаре ночью. Оба выхода используют эмуляцию динамика усилителя, поэтому претендуют на использование для записи усилителя (вместо традиционного использования микрофонов, расставленных возле самого усилителя), если качество записи не слишком критично или нет достаточно хороших микрофонов. Кроме всего прочего, у MG10CD есть ручка для регулировки средних частот (CONTOUR).

### MG15CD

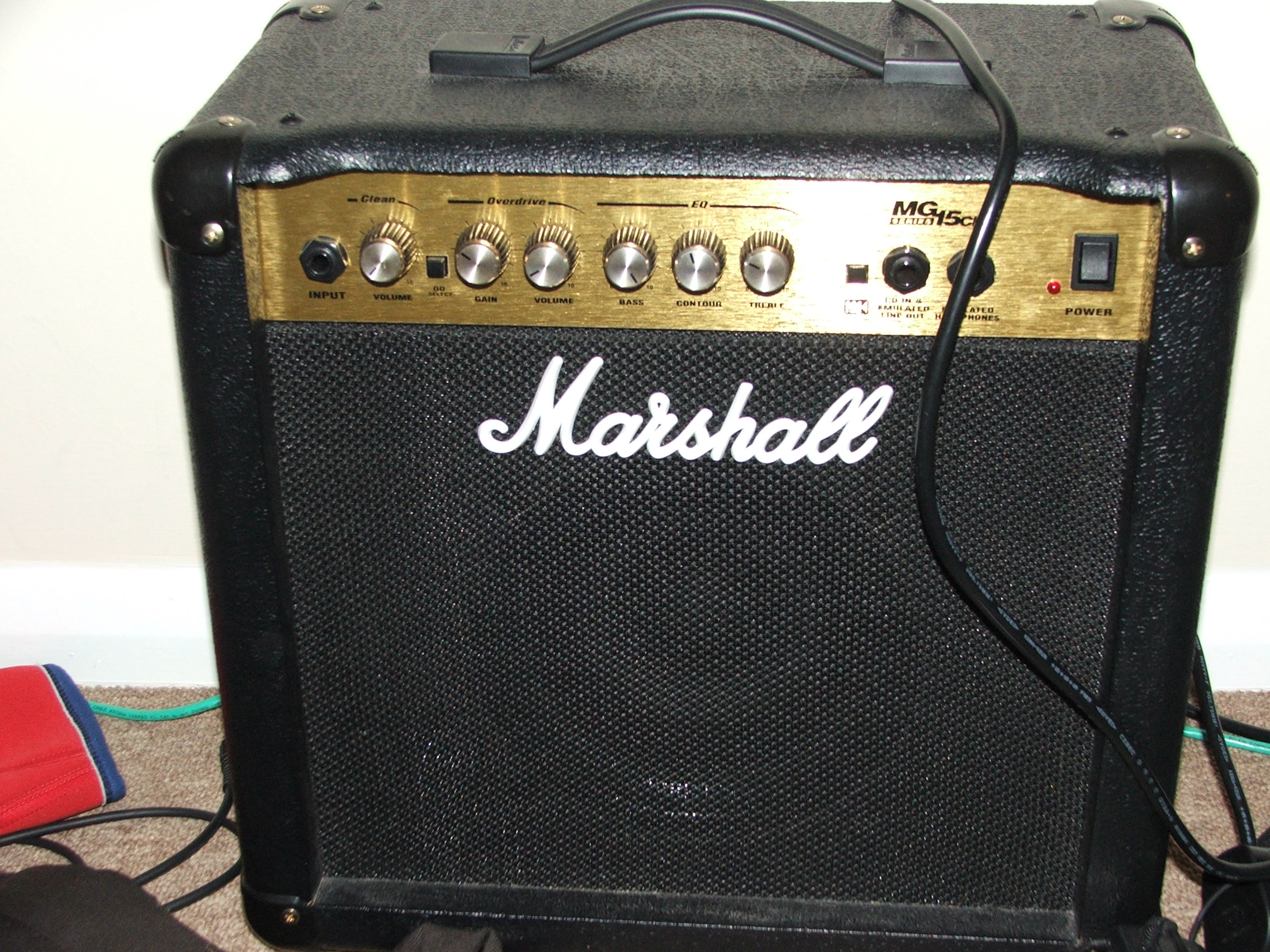
Marshall MG15CD

У 15-ваттного MG15CD появляется уже полноценный эквалайзер с тремя ручками регулировки: низкие (BASS), средние (CONTOUR) и высокие (TREBLE) частоты. Диаметр динамика составляет уже 8 дюймов. Кроме того, FDD можно включать и выключать специальной кнопкой.

### MG15CDR
MG15CDR обладает всеми теми же характеристиками, что и предыдущий усилитель, но также оснащён пружинным ревербератором. Соответственно, добавлена и ручка для регулировки уровня реверберации.

### MG15DFX

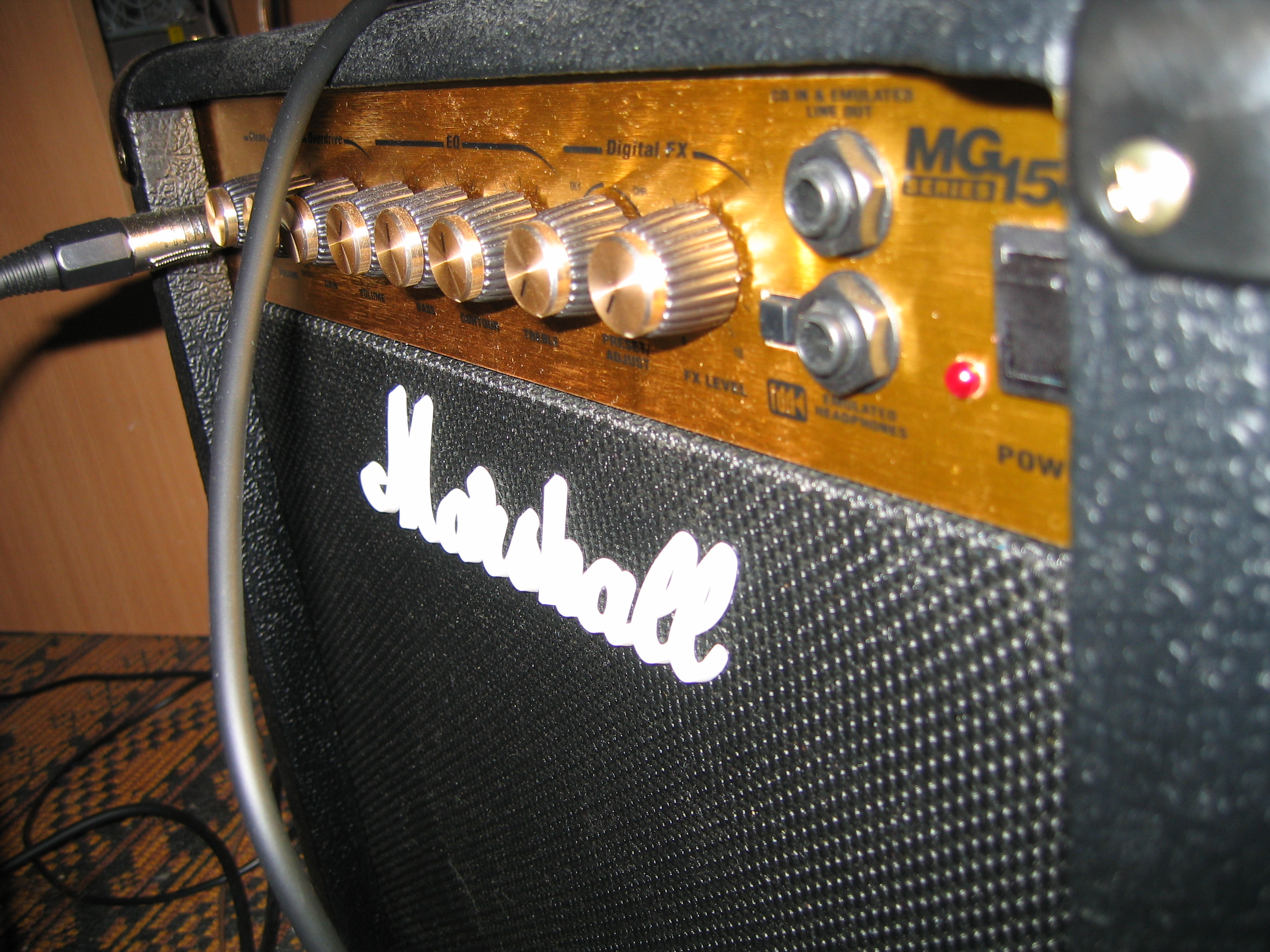
Marshall MG15DFX

MG15DFX — по сути другая ветвь развития MG15CD. Вместо пружинного ревербератора тут добавлены 4 цифровых эффекта, в том числе и та же реверберация. Отдельной ручкой управляется уровень текущих эффектов. Сами эффекты — Reverb, Delay, Chorus и Flange — переключаются также поворотом специальной ручки. Таким образом, можно выбирать не только один из этих эффектов, но и промежуточные, например, между Reverb и Delay. В таблице ниже приводится поведение этих эффектов.
| Эффект       | Регулируемый параметр                                  |
| ------------ | ------------------------------------------------------ |
| Reverb (RVB) | Время затухания реверберации (от короткого к длинному) |
| Delay (DLY)  | Время задержки (от короткого к длинному)               |
| Chorus (CHR) | Скорость (от медленной к быстрой)                      |
| Flange (FLG) | Скорость (от медленной к быстрой)                      |